# Лембикиса, Декстер
Декстер Джоенг Ву Лембикиса (англ. Dexter Joeng Woo Lembikisa; род. 4 ноября 2003, Филтон, Юго-Западная Англия) — ямайский футболист, защитник клуба «Вулверхэмптон Уондерерс» и сборной Ямайки, выступает на правах аренды за шотландский клуб «Харт оф Мидлотиан»

## Клубная карьера
Лембикиса присоединился к молодёжной академии «Вулверхэмптон Уондерерс» в возрасте 13 лет и поднялся в их молодёжных категориях. 10 ноября 2021 года он подписал свой первый профессиональный контракт с «волками» и перешел в резерв в 2021 году. Начал тренироваться со старшей командой летом 2022 года. Декстер дебютировал за «волков» в матче Кубка Лиги с «Лидс Юнайтед» (1:0) 9 ноября 2022 года. В Английской Премьер-лиге дебютировал 12 ноября против «Арсенала», выйдя на поле вместо Нелсона Семеду на 68-й минуте.
27 июля 2023 года на правах аренды перешел в «Ротерем Юнайтед». Дебютировал в Чемпионшип 5 августа против «Сток Сити», выйдя на поле вместо Ли Пелтьера на 58 минуте.

## Карьера в сборной
Лембикиса родился в Англии в семье отца-конголезца и матери-ямайки. Его пригласили представлять сборную Ямайки до 20 лет на чемпионате КОНКАКАФ до 20 лет 2022 года. Дебютировал за сборную Ямайки в товарищеском матче против Тринидада и Тобаго (1:0) 11 марта 2023 года.